# ビッカース ヴァリアント
ヴァリアント
飛行するヴァリアント B(K).1 XD873号機
(第207飛行隊所属、1962年撮影)
- 用途：戦略爆撃機
- 分類：爆撃機
- 製造者：ヴィッカース・アームストロング社
- 運用者： イギリス（イギリス空軍）
- 初飛行：1951年5月18日
- 生産数：107機
- 運用開始：1955年
- 退役：1965年
- 運用状況：退役

ヴァリアント（Vickers Valiant）は、イギリスのヴィッカース・アームストロング社が開発し、イギリス空軍で運用された戦略爆撃機である。ヴァルカン、ヴィクターと共に3Vボマーと呼ばれた爆撃機群に属する機体の一つ。
名称の「ヴァリアント (Valiant)」は、「勇敢な」という意味の形容詞。

## 概要
3Vボマーの中で最初となる1955年に就役した機体。就役翌年のスエズ動乱に通常爆弾を装備して実戦投入された他、イギリス初の核爆弾投下実験や水爆実験にも使用されるなど、イギリスの核抑止力の一翼を担った。
後に低高度侵攻に戦術を切り替えながら運用され続けたが、機体構造上の問題が発覚したことに加え、低空飛行時の乱流による老朽化が著しいことが判明したため、3Vボマーでは最も早く1965年に全機退役した。
防御銃座を有していないため、乗員5名は全て機首に集中配置されたが、内3名は下層部分に移動している。射出座席を装備しているのは操縦士と副操縦士のみで他の3名は落下傘を用いて横のドアを開けて脱出する。機内は電子機器を多数配置したため狭くなっており長身の人には不向きである。

## 開発
イギリスが独自の核爆弾OR.1001（後のブルーダニューブ）の開発を決定すると、それを搭載可能な新たな爆撃機が必要となった。こうして1947年1月に出された先進ジェット爆撃機の要求にはヴィッカース社も応じたが、アヴロ社とハンドレイ・ページ社が非常に斬新な案（前者のものはヴァルカン、後者のものはヴィクターとなる）で応じたのに対し、新機軸がない保守的な案だったため選定から漏れてしまった。しかし2社の機体が実用化するまでには長い年月を要するため、それまでのつなぎとして急遽ヴァリアントとして正式化された。
原型機は1951年5月18日に初飛行。しかしこの機体は翌年1月12日にエンジンの再点火試験中に火災を起こして失われている。1955年には量産型B.1が実戦配備され、イギリス空軍に初めて核抑止力を与えた記念すべき機体となった。また、1957年から行われた核実験「グラップル作戦」に参加し、実際に核兵器を投下した唯一のイギリス機となった。1956年のスエズ動乱に参加した際はエジプト国内への通常爆撃を実施し、エジプト空軍のミーティアNF.13の迎撃を受けたこともあったが、回避運動によって何とか撃墜を免れている。
爆撃機型以外にも、爆弾庫にカメラを搭載した戦略偵察機型B(PR).1や、爆撃能力を残したまま空中給油機としても使用できるようにしたB(K).1、爆弾庫の設定次第で爆撃任務・写真偵察任務・空中給油任務のいずれかに使用可能だった多用途爆撃機型B(PR)K.1が製造された。
なお、機体構造を強化した低空侵入誘導機B.2も開発されている。これは高速で敵の領空に侵入し後続の爆撃機に目標を示すターゲット・マーキング爆撃機であったが、マーキング用のレーダーが実用化できず、そもそもターゲット・マーキング任務自体が時代遅れだったこともあり1機の試作のみに終わっている。また、軍民どちらにも使用できる輸送機型VC.7は、試作機の80%が完成した所で計画が中止された。

## 機体構造の問題点による早期退役
1960年のU-2撃墜事件を受け、地対空ミサイルの脅威度が引き上げられた。これにより3Vボマーは核爆撃の任務から外され、対空ミサイルのレーダー索敵網を潜り抜けて爆撃する低高度侵攻の役割を与えられ、従来の核爆発時の閃光からの防護用白色塗装から低空侵入用のグレーと緑の迷彩に塗り替えられることとなった。
しかしながら、ヴァリアントの低高度での運用は多くの問題を露呈する形となった。ゲイドン市から作戦転換部隊 所属の飛行中尉 "Taffy" 隊長が操縦していたWP217内の翼桁後部に問題が発生した。片方の翼の後部にダメージが発生した為、ゲイドンに引き返しフラップを使わずに着陸した。その後検査した結果、右舷内側面の胴体下外板が座屈し、リベットが飛び出していた。それからエンジンドアが割れて、リベットが抜けて二つのエンジン間の主翼上面板がめくれていた。
全機点検によって、低空での乱流が原因で35～75％の機体が安全寿命を超えている事が明らかになった。この検査の後、ヴァリアントは次の3つのカテゴリに分けられた。カテゴリAは飛行続行、カテゴリBは修理できる基地に飛行、カテゴリCは再び飛ぶのに修理が必要とされ、カテゴリAの多くは高空での活動で問題ない給油機であった。しかしながら、1965年1月に、国防大臣 デニス・ヒーリーとウィルソン政権は修理費用を予算化しない見通しで、1965年1月26日以降、部隊を恒久的に飛ばさないことを決めた。
1964年12月9日に、最後の任務として、ヴァリアント給油機は北海上でライトニング戦闘機への給油任務を行った。同日、ヴァリアント爆撃機XD818の最後の任務も行われた。

## 派生型
ビッカース ヴァリアントB.1
基本となる爆撃機型。34機製造。
ビッカース ヴァリアントB(PR).1
爆撃能力と偵察能力を兼ね備えた偵察爆撃機型。11機製造。
ビッカース ヴァリアントB(PR)K.1
爆撃能力・空中給油能力・写真偵察能力を兼用する型式。14機製造
ビッカース ヴァリアント B(K).1
爆撃と空中給油の能力を併せ持った型式。44機製造。
ビッカース ヴァリアントB.2
パスファインダー機の試作機。1機製造のみ。
タイプ1002
ヴァリアントを元にした輸送機型。計画のみ。

## 諸元
ヴァリアント B.1
- 全幅：34.85m
- 全長：32.99m
- 全高：9.8m
- 翼面積：219.43m2
- 空虚重量：34,419kg
- 最大離陸重量：63,503kg

ヴァリアント B.1 三面図

- エンジン：ロールス・ロイス RA28 エイヴォン204/205 ターボジェットエンジン（推力4,400kg）×4
- 最大速度：912km/h（高度30,000ft）
- 最大航続距離：7,242km
- 実用上昇限度：16,460m
- 武装：爆弾最大9,525kg ブルーダニューブ核爆弾1発または450kg爆弾21発
- 乗員：5名

## 現存する機体
| 型名   | 番号  | 機体写真 | 所在地                      | 所有者                                                            | 公開状況 | 状態     | 備考                                        |
| ------ | ----- | -------- | --------------------------- | ----------------------------------------------------------------- | -------- | -------- | ------------------------------------------- |
| B(K).1 | XD816 |          | イギリス サリー州           | ブルックランズ博物館                                              | 公開     | 静態展示 | 機首部分のみ。                              |
| B(K).1 | XD818 |          | イギリス シュロップシャー州 | イギリス空軍博物館コスフォード館                                  | 公開     | 静態展示 | 完全な状態で保存されている唯一の機体。      |
| B(K).1 | XD826 |          | イギリス エセックス州       | ザ・コックピット・コレクション (The Cockpit Collection)           | 非公開   | 静態展示 | 機首部分のみ。WZ826号機の塗装がされている。 |
| B(K).1 | XD857 | 写真     | イギリス サフォーク州       | ノーフォーク＆サフォーク航空博物館                                | 公開     | 静態展示 | 機首部分のみ。                              |
| B.1    | XD875 | 写真     | イギリス ハイランド地方     | ハイランド航空機保管協会 (Highland Aircraft Preservation Society) | 公開     | 静態展示 | 機首部分のみ。                              |

## 登場作品
殺しのエージェント(1966) - 配備されていた機体が登場し、操縦席からの出入り口や視点も描かれる。